# Heinrich Reinhusen
Heinrich Reinhusen (bl. 1530–1535 in Lübeck) war während der Wullenwever-Zeit Ratsherr der Hansestadt Lübeck.

## Leben
Über Heinrich Reinhusens Lebensdaten ist wenig bekannt. Er war Kaufmann in Lübeck. 1530 gehörte er dem Bürgerausschuss der 64er in Lübeck an und wurde im August 1531 aus diesem in den Rat der Stadt gewählt. Im Juni 1532 war er als Gesandter Lübecks in Braunschweig, um über Bundeshilfe im Kampf gegen König Christian II. von Dänemark zu verhandeln. Der abgesetzte König Christian II. versuchte 1531/32 die Rückeroberung Norwegens. Reinhusen, zuletzt Kämmerer, trat im August 1535 aus dem Lübecker Rat wieder aus.